# سونيا وليامز
سونيا وليامز (بالإنجليزية: Sonia Williams)‏ (و. 1979  م) هي منافسة ألعاب القوى أنتيغوية، ولدت في سانت جونز، أنتيغوا وبربودا، شاركت في الألعاب الأولمبية الصيفية 2008، والألعاب الأولمبية الصيفية 1996، ودورة ألعاب الكومنولث 2006.

## روابط خارجية
- سونيا وليامز على موقع الاتحاد الدولي لألعاب القوى (الإنجليزية)
- سونيا وليامز على موقع اللجنة الأولمبية الدولية (الإنجليزية)
- سونيا وليامز على موقع أوليمبيديا (الإنجليزية)
- سونيا وليامز على موقع اتحاد ألعاب الكومنولث (مؤرشف) (الإنجليزية)